# Radiosternwarte Kiel

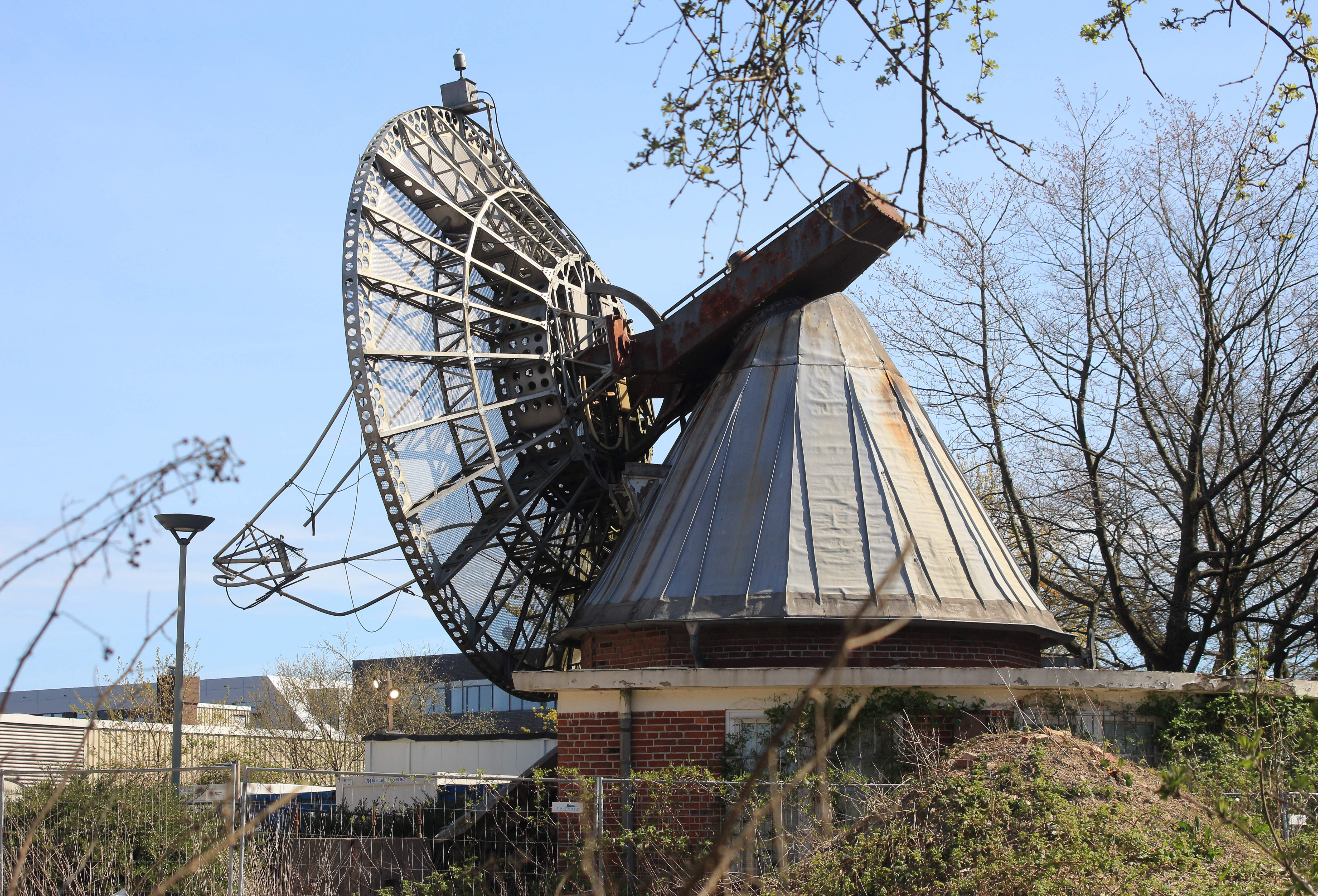
Das historische Radioteleskop in Kiel

Die Radiosternwarte Kiel war eine Einrichtung der Christian-Albrechts-Universität und zwischen ca. 1950 und 1976 in Betrieb. Sie hatte zwei Radioteleskope, zunächst ein voll steuerbares Feld aus 21 Dipolen, später einen parallaktisch montierten Parabolspiegel. Jenes zweite Teleskop steht noch heute am Ende der Max-Eyth-Straße in Kiel, Schleswig-Holstein.

## Dipolwand

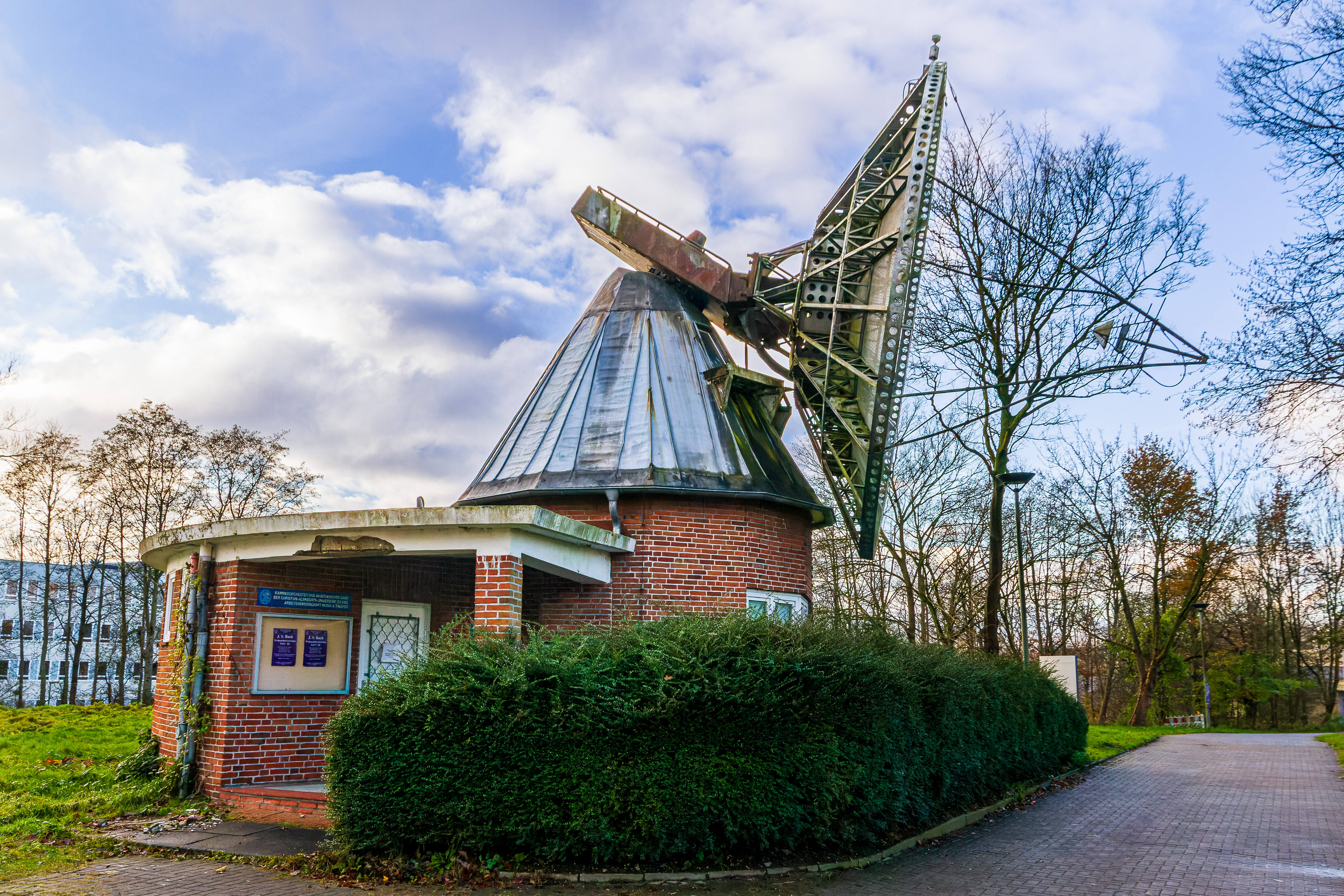
Ansicht von der gegenüberliegenden Seite (2017).

Albrecht Unsöld hatte 1932 mit 26 Jahren die Professur für theoretische Physik an der Christian-Albrechts-Universität erhalten. Kurz nach dem Zweiten Weltkrieg war er als Dekan der philosophischen Fakultät maßgeblich für die Wiederaufnahme des Lehrbetriebs. Er war an der neuen Radioastronomie interessiert, die im Ausland durch Einsatz erbeuteter Würzburg-Riese-Radargeräte einen Aufschwung erlebte.
So begann 1949 die Planung eines Kieler Geräts zur Messung der Radiostrahlung. Wegen der damals noch bestehenden Beschränkungen musste von einer Spiegelantenne abgesehen werden. Die Dipolwand nahm 1953 den Betrieb auf.
Das Gerät wurde dann als voll steuerbares Feld aus 3×7 λ-Dipolen auf einer Fläche von 5 m × 5 m konstruiert. Hinter den Dipolen befand sich ein ebener Spiegel aus Maschendraht. Der Konstruktion entsprechend war die beobachtete Frequenz ca. 200 MHz (1,5 m Wellenlänge). Der Antennengewinn betrug 140 (20 dB). Die Halbwertsbreite der Antennencharakteristik betrug 16° bis 17°. Das Gerät konnte manuell in Azimut und Elevation geschwenkt werden. Die erste Stufe der Empfangselektronik befand sich in einem Kästchen hinter dem Reflektor, weiteres Gerät in einem Messhäuschen neben dem schwenkbaren Gerät. Das Gerät befand sich ca. 100 m nördlich der späteren Parabolantenne, wo heute in Kiel die Fraunhoferstraße endet.
Zusätzlich zur Beobachtung der Sonne wurde das Teleskop 1954/1955 eingesetzt, um die galaktische und extragalaktische Radiostrahlung zu kartieren. Die gesamte Sphäre nördlich −20° Deklination wurde durch Messreihen abgedeckt, die zum Ersten bei fester Antenne alle Werte der Rektaszension abdeckten, zum Zweiten im Meridian jeweils Deklinationsintervalle von 5° auf und ab überstrichen. Die resultierende Isophotenkarte wurde mit entsprechenden Daten australischer Instrumente kombiniert, um den gesamten Himmel abzudecken. Auch wurden Vergleiche mit entsprechenden Karten bei Frequenzen von 100 MHz und 400 MHz angestellt, um Hinweise auf die Natur der galaktischen Radiostrahlung zu erhalten.

## 7,5-Meter-Spiegel
1956 wurde der Bau eines weiteren Radioteleskops bewilligt, das spätestens 1959 in Betrieb ging. Dabei handelt es sich um einen parallaktisch montierten Parabolspiegel von 7,5 m Durchmesser, der zur Sonnenbeobachtung gedacht war. Die Größe entsprach der des Würzburg-Riesen, vielleicht, um Kompatibilität mit Messungen aus dem Ausland zu erreichen, wo Würzburg-Riesen im Einsatz waren.
Das Gerät saß auf einem dodekagonalen Backsteinbau mit einer leichten, pyramidalen Blechdachkonstruktion; das Teleskop war an dessen Spitze montiert. Südlich war noch ein halbkreisförmiger Backsteinbau mit Flachdach angesetzt. „Diese Architektur spiegelt in ihrer Leichtigkeit und ihrem Funktionalismus die Nachkriegsmoderne wieder, die im starken Kontrast zur Monumentalität der 1930er Jahre steht.“
Die täglichen Beobachtungen der Sonne wurden mit diesem Teleskop noch bis etwa zur Emeritierung Unsölds in den frühen 1970er Jahren weitergeführt. Es wurde zuletzt bei den Frequenzen 240 MHz, 420 MHz und 1420 MHz beobachtet (Wellenlängen 1,25 m, 72 cm und 21 cm), wobei ein 1969 neues 8-Kanal-Spektrometer mit hoher zeitlicher Auflösung den Frequenzbereich 400–420 MHz erfassen konnte.
Gebäude und Teleskop existieren heute noch und sind von wissenschafts- und technikhistorischer Bedeutung. Das Gebäude mit Teleskop ist zudem architektonisch bemerkenswert, da es nicht nur ein Zweckbau im Stil der 1950er Jahre ist. In den letzten Jahren wurde das Gebäude durch das Kammerorchester der Christian-Albrechts-Universität genutzt und ist aufgrund großflächiger Baumaßnahmen in diesem Areal momentan (Stand April 2022, mindestens seit Herbst 2017) nicht zu betreten. Weiterhin ist die Anlage in einem schlechten Zustand. Der Parabolspiegel weist starke Korrosionsspuren auf, und die Empfangsanlage des Primärfokus ist stark deformiert. Auch der Unterbau weist an den Betonstürzen größere Schäden auf.